# Анімалія
«Анімалія» (Animalia) — французько-марокканський науково-фантастичний фільм 2023 року, знятий режисеркою Софією Алауї в її повнометражному режисерському дебюті, заснованому на короткометражному її ж фільмі «Ну і що, якщо кози помруть».

## Про фільм
Вагітна жінка намагається возз'єднатися зі своїм чоловіком Аміном. 
Ітто та її свекри виявляють, що їхнє життя перевертається з ніг на голову через надприродну подію.
Через інопланетне вторгнення.

## Знімались
| Актор        | Роль  |
| ------------ | ----- |
| Умайма Барід | Ітто  |
| Мехді Дехбі  | Аміне |